# Ranunculus pumilio
Ranunculus pumilio är en ranunkelväxtart som beskrevs av Robert Brown och Dc.. Ranunculus pumilio ingår i släktet ranunkler, och familjen ranunkelväxter. Utöver nominatformen finns också underarten R. p. politus.